# Американська афера
«Американська афера» (англ. American Hustle, дослівно укр. Американське шахрайство, також знаний як «Афера по-американськи», а в українському озвученні наприкінці фільму звучить назва «Американський лохотрон») — американська кримінальна драма режисера Девіда Рассела (був також сценаристом), що вийшла 2013 року. У головних ролях Крістіан Бейл, Бредлі Купер, Емі Адамс. Стрічку знято на основі реальних подій.
Сценаристом також був Ерік Сінґер, продюсерами — Меган Еллісон, Джонатан Гордон та інші. Вперше у США фільм демонструвався 13 грудня 2013 року в обмеженому показі.
Переклад та озвучення українською мовою зроблено студією «Омікрон» на замовлення «Гуртом» у лютому 2014 року в рамках проєкту «Хочеш кіно українською? Замовляй!».

## Сюжет
Ірвінг Розенфельд є професійним шахраєм, який разом зі своєю коханкою та партнеркою Сідні Проссер змушений під загрозою арешту співпрацювати з ФБР. Імпульсивний агент ФБР Річі ДіМасо вплутує злочинну парочку в небезпечний і звабливий світ впливових лобістів і мафії. Вони стикаються з крутим мафіозо Кармайном Політо та його знайомими бандитами, корумпованими політиками з Нью-Джерсі, федеральними агентами. Тим часом імпульсивна дружина Ірвінга Розаліна мало не ламає всі плани необережним висловлюванням. У фільмі чудово представлені дві жіночі лінії з їх ревнощами, маніпуляціями та спокусами, які переплітаються зі спокусами великих грошей та блискучого життя. В кінці Ірвінг та Сідні розігрують підставну ситуацію зі зникненням двох мільйонів доларів, виплачених фебеерівцями, що дозволяє їм вийти з-під удару, але ламає амбітні плани агента Річі. ФБР заарештовує кількох корумпованих політиків та бандитів, включаючи й мера Кармайна, але Ірвінгу вдається виторгувати для нього менший термін ув'язнення, оскільки він чується винним за те, що втягнув Кармайна в цю аферу.

## У ролях
| Актор            | Персонаж                                                                     | Прообраз                                          | Роль                                 |
| ---------------- | ---------------------------------------------------------------------------- | ------------------------------------------------- | ------------------------------------ |
| Крістіан Бейл    | Ірвінг Розенфельд англ. Irving Rosenfeld                                     | Мелвін «Мел» Вайнберґ англ. Melvin 'Mel' Weinberg | шахрай                               |
| Бредлі Купер     | Річард «Річі» ДіМасо англ. Richard "Richie" DiMaso                           | Ентоні Аморосо молодший англ. Anthony Amoroso, Jr | агент ФБР                            |
| Емі Адамс        | Сідні Проссер / Леді Едіт Ґрінслі англ. Sydney Prosser / Lady Edith Greensly | Евелін Найт англ. Evelyn Knight                   | шахрайка, колега Ірвінга Розенфельда |
| Джеремі Реннер   | Кармайн Політо англ. Carmine Polito                                          | Анджело Еррічетті англ. Angelo Errichetti         | мер                                  |
| Дженніфер Лоренс | Розаліна Розенфельд англ. Rosalyn Rosenfeld                                  | Сінтія Марі Вайнберґ англ. Cynthia Marie Weinberg | дружина Ірвінга                      |
| Луї Сі Кей       | Стоддард Торсен англ. Stoddard Thorsen                                       |                                                   | бос Річі                             |
| Джек Г'юстон     | Піт Мусейн англ. Pete Musane                                                 |                                                   | мафіозі                              |
| Майкл Пенья      | Пако Ернандес / Шейх Абдулла англ. Paco Hernandez / Sheikh Abdullah          |                                                   |                                      |
| Шей Віґем        | Карл Елвей англ. Carl Elway                                                  |                                                   |                                      |
| Коллін Кемп      | Бренда англ. Brenda                                                          |                                                   |                                      |
| Роберт де Ніро   | Віктор Теллегіо англ. Victor Tellegio                                        |                                                   | камео                                |

## Сприйняття

### Критика
Фільм отримав позитивні відгуки: Rotten Tomatoes дав оцінку 93 % на основі 231 відгуку від критиків (середня оцінка 8,2/10) і 80 % від глядачів із середньою оцінкою 3,9/5 (83,833 голоси). Загалом на сайті фільми має позитивний рейтинг, фільму зарахований «стиглий помідор» від кінокритиків і «попкорн» від глядачів, Internet Movie Database — 7,9/10 (42 583 голоси), Metacritic — 90/100 (47 відгуків критиків) і 8,0/10 від глядачів (324 голоси). Загалом на цьому ресурсі від критиків і від глядачів фільм отримав позитивні відгуки.

### Касові збори
Під час показу у США протягом першого (вузького, зі 13 грудня 2013 року) тижня фільм показали у 6 кінотеатрах і він зібрав 740,455 $, що на той час дозволило йому зайняти 15 місце серед усіх прем'єр. Наступного (широкого, зі 20 грудня 2013 року) тижня фільм показали у 2,507 кінотеатрах і він зібрав 19,106,933 $ (4 місце). Станом на 7 січня 2014 року показ фільму тривав 26 днів (3,7 тижня) і за цей час фільм зібрав у прокаті у США 90,458,381  доларів США, а у решті світу 17,000,000 $ (за іншими даними 6,000,000 $), тобто загалом 107,458,381 $ (за іншими даними 96,458,381 $) при бюджеті 40 млн $.

### Нагороди й номінації[12]
| Рік  | Нагорода                                | Категорія                                   | Номінант                                        | Результат  |
| ---- | --------------------------------------- | ------------------------------------------- | ----------------------------------------------- | ---------- |
| 2013 | Асоціація кінокритиків Чикаго           | Найкращий фільм                             | стрічка                                         | Номінація  |
| 2013 | Асоціація кінокритиків Чикаго           | Найкращий режисер                           | Девід Рассел                                    | Номінація  |
| 2013 | Асоціація кінокритиків Чикаго           | Найкраща актриса другого плану              | Дженніфер Лоренс                                | Номінація  |
| 2013 | Асоціація кінокритиків Чикаго           | Найкращий оригінальний сценарій             | Ерік Сінґер, Девід Рассел                       | Номінація  |
| 2013 | Асоціація кінокритиків Чикаго           | Найкращий монтаж                            | Алан Баумґартен, Джей Кессіді, Кріспін Струтерс | Номінація  |
| 2013 | Голлівудський кінофестиваль             | Продакшн-дизайнер року                      | Джуді Беккер                                    | Перемога   |
| 2013 | Голлівудський кінофестиваль             | Костюмер року                               | Майкл Вілкінсон                                 | Перемога   |
| 2013 | Національне товариство кінокритиків США | Найкраща актриса другого плану              | Дженніфер Лоренс                                | Перемога   |
| 2013 | Національне товариство кінокритиків США | Найкращий сценарій                          | Ерік Сінґер, Девід Рассел                       | 3-тє місце |
| 2013 | Товариство кінокритиків Нью-Йорка       | Найкраща актриса другого плану              | Дженніфер Лоренс                                | Перемога   |
| 2013 | Товариство кінокритиків Нью-Йорка       | Найкращий сценарій                          | Ерік Сінґер, Девід Рассел                       | Перемога   |
| 2013 | Товариство кінокритиків Нью-Йорка       | Найкращий фільм                             | стрічка                                         | Перемога   |
| 2013 | Товариство кінокритиків Нью-Йорка       | Найкращий режисер                           | Девід Рассел                                    | 2-ге місце |
| 2013 | Товариство кінокритиків Нью-Йорка       | Найкраща актриса                            | Емі Адамс                                       | 2-ге місце |
| 2014 | Золотий глобус                          | Найкращий фільм — комедія або мюзикл        | стрічка                                         | Перемога   |
| 2014 | Золотий глобус                          | Найкраща режисерська робота                 | Девід Рассел                                    | Номінація  |
| 2014 | Золотий глобус                          | Найкраща чоловіча роль (комедія або мюзикл) | Крістіан Бейл                                   | Номінація  |
| 2014 | Золотий глобус                          | Найкраща жіноча роль (комедія або мюзикл)   | Емі Адамс                                       | Перемога   |
| 2014 | Золотий глобус                          | Найкраща чоловіча роль другого плану        | Бредлі Купер                                    | Номінація  |
| 2014 | Золотий глобус                          | Найкраща жіноча роль другого плану          | Дженніфер Лоренс                                | Перемога   |
| 2014 | Золотий глобус                          | Найкращий сценарій                          | Ерік Воррен Сінгер, Девід Рассел                | Номінація  |
| 2014 | Оскар                                   | Найкращий фільм                             | стрічка                                         | Номінація  |
| 2014 | Оскар                                   | Найкраща режисерська робота                 | Девід Рассел                                    | Номінація  |
| 2014 | Оскар                                   | Найкраща чоловіча роль                      | Крістіан Бейл                                   | Номінація  |
| 2014 | Оскар                                   | Найкраща жіноча роль                        | Емі Адамс                                       | Номінація  |
| 2014 | Оскар                                   | Найкраща чоловіча роль другого плану        | Бредлі Купер                                    | Номінація  |
| 2014 | Оскар                                   | Найкраща жіноча роль другого плану          | Дженніфер Лоренс                                | Номінація  |
| 2014 | Оскар                                   | Найкращий оригінальний сценарій             | Ерік Воррен Сінгер, Девід Рассел                | Номінація  |
| 2014 | Оскар                                   | Найкраща робота художника-постановника      | Джуді Бекер, Хезер Лоффлер                      | Номінація  |
| 2014 | Оскар                                   | Найкращий дизайн костюмів                   | Майкл Вілкінсон                                 | Номінація  |
| 2014 | Оскар                                   | Найкращий монтаж                            | Джей Кессіді, Кріспін Стразерс, Алан Баумґартен | Номінація  |